# Robert de Kerchove d'Exaerde
Pour les autres membres de la famille, voir Famille Kerchove.
Robert Marie Charles Louis Alfred Ghislain, baron de Kerchove d’Exaerde, né le 20 décembre 1876 à Gand et mort à Wuustwezel le 2 mars 1954 fut un homme politique flamand catholique.

## Biographie
Robert de Kerchove d’Exaerde fut docteur en droit et en sciences politiques et sociales (UCL). 
Il fut juriste et président de l'Union Catholique de 1935 à 1938.
Conseiller communal (1911-1934), échevin (1915) puis bourgmestre de Wuustwezel (1926-34) de Wuustwezel, il fut élu député de l'arrondissement d'Anvers pour le Parti Catholique (1910-46). Il fut également secrétaire de l'assemblée (1911-31) ; ensuite, il devint sénateur pour l'arrondissement d'Anvers (1946-1949).
Il fut créé baron en 1921.